# Seeschlacht bei Kap St. Vincent (1833)
Die Seeschlacht bei Kap St. Vincent im Jahr 1833 fand im Zuge des Miguelistenkriegs statt. Am 5. Juli 1833 begegneten sich vor dem Cabo de São Vicente die britische und die portugiesische Flotte. Hierbei unterlag Miguel endgültig und wurde verbannt.
Auf britischer Seite kämpfte Admiral Charles John Napier. Die Seeschlacht wurde vom Militärmaler George Philip Reinagle im Bild festgehalten (Admiral Napier's Glorious Triumph over the Miguelite Squadron; ab 1834 in der Royal Academy of Arts).